# Олимпийска клетва
Олимпийската клетва е тържествено обещание, направено от атлет, който представлява всички участници в олимпийски игри и съдия, представляващ всички олимпийски съдии и други официални лица, на церемонията по откриването на всички олимпийски игри.
Атлетът, който е част от отбора на страната-домакин, държи един от краищата на олимпийското знаме докато полага клетвата:
В името на всички състезатели, аз обещавам, че ние ще участваме в тези олимпийски игри, уважавайки и спазвайки правилата, които ги направляват, ангажирайки се да спортуваме без допинг и без наркотици, в истинския дух на спортсменството, за славата на спорта и честта на нашите отбори.
(на английски: In the name of all the competitors I promise that we shall take part in these Olympic Games, respecting and abiding by the rules which govern them, committing ourselves to a sport without doping and without drugs, in the true spirit of sportsmanship, for the glory of sport and the honor of our teams.)
Съдията, също от страната-домакин, също държи един от краищата на олимпийското знаме, но полага малко по-различна клетва:
В името на всички съдии и официални лица, аз обещавам, че ние ще ръководим тези олимпийски игри с пълна безпристрастност, уважавайки и спазвайки правилата, които ги направляват в истинския дух на спортсменството.
(на английски: In the name of all the judges and officials, I promise that we shall officiate in these Olympic Games with complete impartiality, respecting and abiding by the rules which govern them in the true spirit of sportsmanship.) 
Считано от Младежките летни олимпийски игри през 2010 година насам, се полага и допълнителна клетва от треньор от страната-домакин:
В името на всички треньори и останалите членове на антуража на атлетите, аз обещавам, че ще се ангажираме с осигуряването на това, че духът на спортсменството и честната игра са напълно спазени и придържани в пълно съответствие с духа на олимпизма.
(на английски: In the name of all the coaches and other members of the athletes' entourage, I promise that we shall commit ourselves to ensuring that the spirit of sportsmanship and fair play is fully adhered to and upheld in accordance with the fundamental principles of Olympism.

## История
Основателят и тогавашен президент на Международния олимпийски комитет Пиер дьо Кубертен призовава за клетва през 1906 година в Revue Olympique (Олимпийско ревю), целейки осигуряването на честна игра и безпристрастност. 
Олимпийската клетва е декламирана за първи път на летните олимпийски игри през 1920 година в Антверпен от състезателя по фехтовка и водна топка Виктор Бойн (Victor Boin). Първата клетва на съдиите е декламирана на Зимните олимпийски игри през 1972 година в Сапоро от Фумио Асаки (Fumio Asaki).
Клетвата на Виктор Бойн от 1920 година е
Ние се заклеваме. Ние ще участваме в олимпийските игри в рицарски дух, за честта на нашата държава и за славата на спорта.
на английски: We swear. We will take part in the Olympic Games in a spirit of chivalry, for the honour of our country and for the glory of sport.
През 1961 година думата „заклеваме“ е заменена с „обещаваме“ и изразът „честта на нашите държави“ е заменен с „честта на нашите отбори“ в очевиден опит да бъде премахнат национализмът на олимпийските игри. Частта, споменаваща допинг, е добавена на летните олимпийски игри през 2000 година.

## Произнесли клетвата
Следва списък на атлетите, съдиите и треньорите, които са произнесли олимпийската клетва:
| Олимпиада                  | Атлет                                                             | Съдия (Официално лице) | Треньор           | Език                                 |
| -------------------------- | ----------------------------------------------------------------- | ---------------------- | ----------------- | ------------------------------------ |
| Летни олимпийски игри 1920 | Виктор Бойн                                                       | -                      | -                 | -                                    |
| Зимни олимпийски игри 1924 | Камил Мадрильон (Camille Mandrillon)                              | -                      | -                 | -                                    |
| Летни олимпийски игри 1924 | Гео Андре (Géo André                                              | -                      | -                 | френски                              |
| Зимни олимпийски игри 1928 | Ханс Айденбенц                                                    | -                      | -                 | -                                    |
| Летни олимпийски игри 1928 | Хари Денис                                                        | -                      | -                 | -                                    |
| Зимни олимпийски игри 1932 | Джак Шей (Jack Shea)                                              | -                      | -                 | -                                    |
| Летни олимпийски игри 1932 | Джордж Калнън (George Calnan)                                     | -                      | -                 | английски                            |
| Зимни олимпийски игри 1936 | Вилхелм Богнер (старши)                                           | -                      | -                 | -                                    |
| Летни олимпийски игри 1936 | Рудолф Исмайр                                                     | -                      | -                 | -                                    |
| Зимни олимпийски игри 1948 | Биби Ториани                                                      | -                      | -                 | -                                    |
| Летни олимпийски игри 1948 | Доналд Финлей                                                     | -                      | -                 | английски                            |
| Зимни олимпийски игри 1952 | Турбьорн Фалкангер                                                | -                      | -                 | -                                    |
| Летни олимпийски игри 1952 | Хейки Саволайнен                                                  | -                      | -                 | -                                    |
| Зимни олимпийски игри 1956 | Джулиана Минуцо                                                   | -                      | -                 | -                                    |
| Летни олимпийски игри 1956 | Джон Ланди (Мелбърн) Хенри Сейнт Кюр (Henri Saint Cyr) (Стокхолм) | -                      | -                 | английски/шведски                    |
| Зимни олимпийски игри 1960 | Карол Хайс                                                        | -                      | -                 | -                                    |
| Летни олимпийски игри 1960 | Адолфо Консолини                                                  | -                      | -                 | -                                    |
| Зимни олимпийски игри 1964 | Паул Асте                                                         | -                      | -                 | немски                               |
| Летни олимпийски игри 1964 | Такаши Оно                                                        | -                      | -                 | японски                              |
| Зимни олимпийски игри 1968 | Лео Лакроа                                                        | -                      | -                 | френски                              |
| Летни олимпийски игри 1968 | Пабло Гаридо                                                      | -                      | -                 | испански                             |
| Зимни олимпийски игри 1972 | Кейичи Сузуки (Keiichi Suzuki)                                    | Фумио Асаки            | -                 | японски                              |
| Летни олимпийски игри 1972 | Хайди Шюлер                                                       | Хайнц Полай            | -                 | немски                               |
| Зимни олимпийски игри 1976 | Вернер Деле Карт                                                  | Вили Кьостингер        | -                 | немски                               |
| Летни олимпийски игри 1976 | Пиер Сейнт-Жан                                                    | Морис Фоже             | -                 | френски (Сейнт-Жан)/английски (Фоже) |
| Зимни олимпийски игри 1980 | Ерик Хейдън                                                       | Тери МакДермът         | -                 | английски                            |
| Летни олимпийски игри 1980 | Николай Андрианов                                                 | Александер Медвед      | -                 | руски                                |
| Зимни олимпийски игри 1984 | Боян Крижай                                                       | Драган Перовиц         | -                 | сърбо-хърватски                      |
| Летни олимпийски игри 1984 | Едуин Моузес                                                      | Шарън Уебър            | -                 | английски                            |
| Зимни олимпийски игри 1988 | Пиер Харви                                                        | Сузана Мороу-Френсис   | -                 | английски                            |
| Летни олимпийски игри 1988 | Хур Джае Шон Ми-На                                                | Лий Хак-Рей            | -                 | корейски                             |
| Зимни олимпийски игри 1992 | Сурия Бонали                                                      | Пиер Борнат            | -                 | френски                              |
| Летни олимпийски игри 1992 | Луис Доресте Бланко                                               | Южени Асенсио          | -                 | испански/каталунски                  |
| Зимни олимпийски игри 1994 | Вегард Улванг                                                     | Кари Коринг            | -                 | английски (Улванг)/норвежки (Коринг) |
| Летни олимпийски игри 1996 | Тереза Едуардс                                                    | Хоби Билингсли         | -                 | английски                            |
| Зимни олимпийски игри 1998 | Кенджи Огиуара                                                    | Джунко Хираматсу       | -                 | японски                              |
| Летни олимпийски игри 2000 | Речел Хаукс                                                       | Питър Кер              | -                 | английски                            |
| Зимни олимпийски игри 2002 | Джими Шей                                                         | Алън Чърч              | -                 | английски                            |
| Летни олимпийски игри 2004 | Зои Димошаки                                                      | Лазарос Вореадис       | -                 | гръцки                               |
| Зимни олимпийски игри 2006 | Джорджо Рока                                                      | Фабио Бианкети         | -                 | италиански                           |
| Летни олимпийски игри 2008 | Джанг Ининг                                                       | Хуанг Липинг           | -                 | китайски                             |
| Зимни олимпийски игри 2010 | Хейли Уикенхейсер                                                 | Мишел Веролт           | -                 | английски/френски                    |
| Летни олимпийски игри 2012 | Сара Стивънсън                                                    | Мик Баси               | Ерик Фарел        | английски                            |
| Зимни олимпийски игри 2014 | Руслан Захаров                                                    | Вячеслав Веденин       | Анастасия Попкова | руски                                |